# Silvan Dillier
Silvan Dillier, né le 3 août 1990 à Baden (Argovie), est un coureur cycliste suisse, membre de l'équipe Alpecin-Fenix. Il est champion du monde du contre-la-montre par équipes en 2014 et en 2015. Il s'illustre notamment lors de Paris-Roubaix 2018, qu'il termine à la deuxième place après plus de 230 kilomètres en tête, battu uniquement par Peter Sagan.

## Biographie

### Carrière amateur et début de carrière professionnelle
En 2009, il remporte le titre de champion de Suisse sur route espoirs. En 2010, il court avec l'équipe amateur française Chambéry CF, réserve de l'équipe AG2R La Mondiale. Il remporte le championnat de Suisse du contre-la-montre espoirs. Il participe aux championnats du monde sur route dans cette catégorie. Il termine 40e et dernier du contre-la-montre et abandonne lors de la course en ligne.

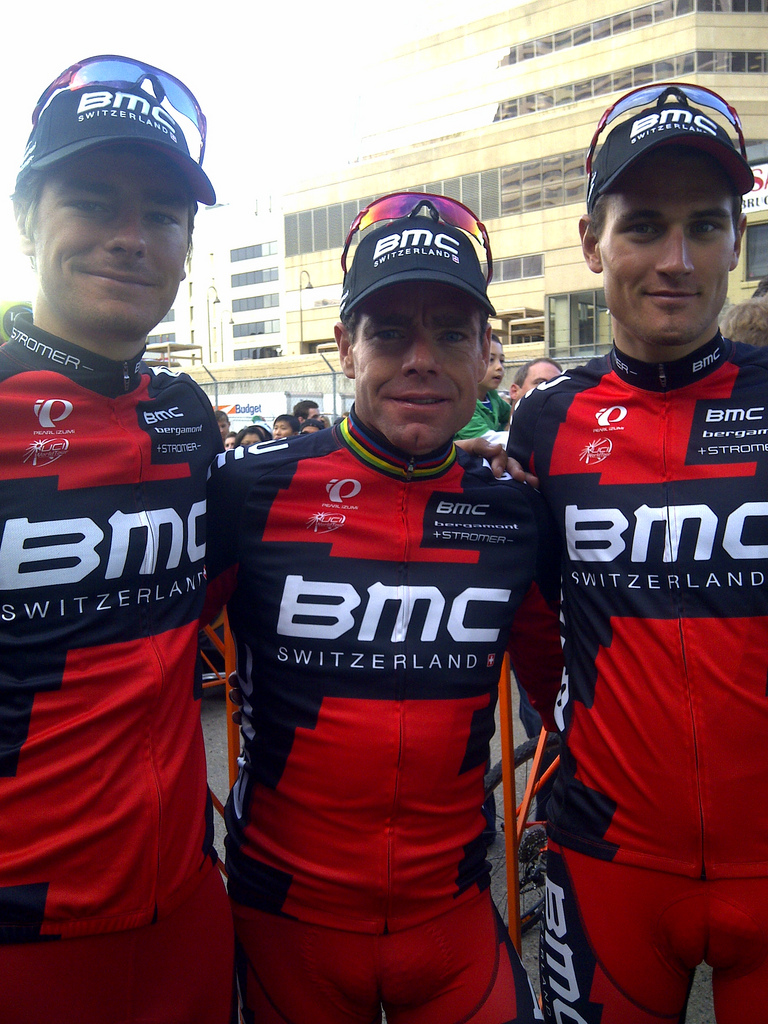
Silvan Dillier (à droite) avec Jakub Novak et Cadel Evans lors du Tour d'Alberta 2013.

En 2011, il devient professionnel au sein de l'équipe continentale autrichienne Vorarlberg. Il dispute ses premiers championnats du monde sur piste élites, à Apeldoorn aux Pays-Bas. Il y est 8e de la course aux points et 13e de la poursuite par équipes. Il remporte le championnat d'Europe de la course à l'américaine espoirs. Sur route, il est à nouveau champion de Suisse du contre-la-montre espoirs.
Silvan Dillier regagne les rangs amateurs avec l'équipe suisse EKZ Racing en 2012. Sur piste, il remporte deux médailles d'or aux championnats d'Europe espoirs, en poursuite et en course à l'américaine. Sur route, il obtient un troisième titre de champion de Suisse du contre-la-montre espoirs après celui obtenu en 2010. Il s'impose également lors de la première étape du Tour de l'Avenir, où il occupe pendant trois jours la première place du classement général. Sa seul déception de la saison survient en septembre au championnat du monde du contre-la-montre espoirs. Alors qu'il vise une place parmi les dix premières, il termine 28e.
Il devient membre l'année suivante de l'équipe cycliste BMC Development, dont il espère qu'elle l'amènera à un nouveau contrat professionnel. Il gagne le classement général du Tour de Normandie ainsi que la Flèche ardennaise. Ses bonnes performances lui valent d'être recruté comme stagiaire au sein de la formation BMC Racing au cours de l'été. Sa victoire lors d'une étape du Tour d'Alberta sous ses nouvelles couleurs lui permet de convaincre ses nouveaux dirigeants qui lui font signer un contrat professionnel pour la saison suivante.

### Période BMC (2014 - 2017)

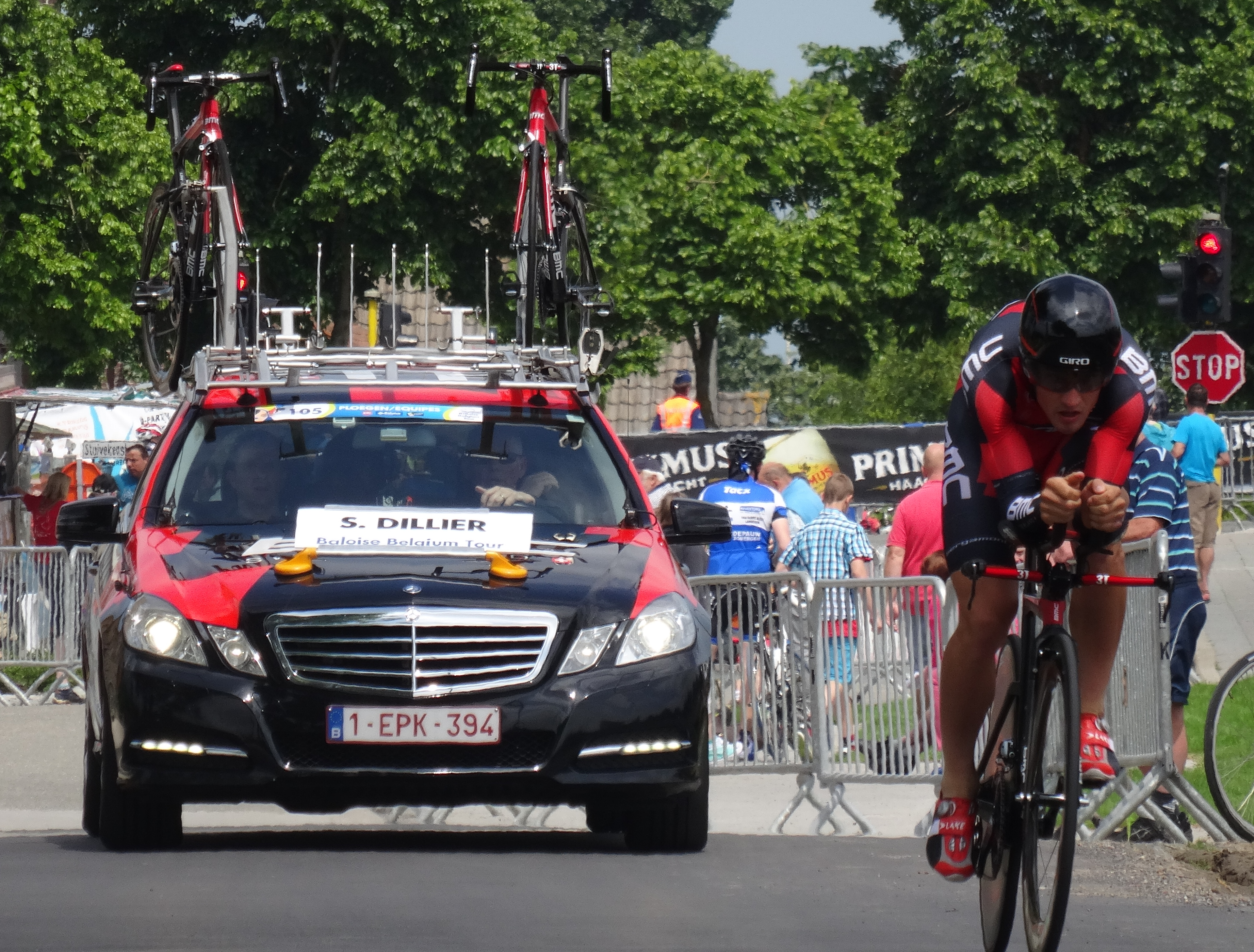
Silvan Dillier lors du contre-la-montre individuel de la 3e étape du Tour de Belgique 2014 à Dixmude.

Sa première saison lui permet d'obtenir quelques places d'honneur notamment lors du Grand Prix du canton d'Argovie (2e), du Tour de Wallonie (3e), et de la Vattenfall Cyclassics (9e). Aux championnats du monde, en l'absence de Fabian Cancellara, il est retenu pour disputer le contre-la-montre, dont il prend la dix-huitième place. Il fait également partie des coureurs choisis par BMC Racing pour participer à l'épreuve du contre-la-montre par équipes masculin. La victoire de sa formation devant les Australiens d'Orica-GreenEDGE et les Belges d'Omega Pharma-Quick Step lui permet d'obtenir son premier titre de champion du monde. Il représente ensuite la Suisse au contre-la-montre individuel, dont il prend la 18e place.
Au printemps 2015, Silvan Dillier dispute le Tour d'Italie, son premier grand tour, qu'il termine à la 52e place. Le mois suivant, il remporte le titre de champion de Suisse du contre-la-montre, en l'absence de Fabian Cancellara. La fin de saison offre au coureur suisse un second titre de champion du monde du contre-la-montre par équipes.
L'année 2016 est cependant moins fructueuse pour Silvan. En effet, il ne conquiert aucun succès et abandonne le Tour d'Italie dès la 3e étape. Il est ensuite aligné sur le Tour d'Espagne qu'il termine à la 79e place.
En 2017, il participe au Tour d'Italie pour la troisième fois. Il remporte la sixième étape, au terme d'une échappée victorieuse. Engagé ensuite sur la Route du Sud, il s'adjuge l'épreuve, succédant ainsi à Nairo Quintana. Sur cette lancée, il est sacré pour la première fois champion de Suisse sur route, puis glane une médaille d'argent au championnat du monde du contre-la-montre par équipes.

### AG2R La Mondiale (2018-2020)

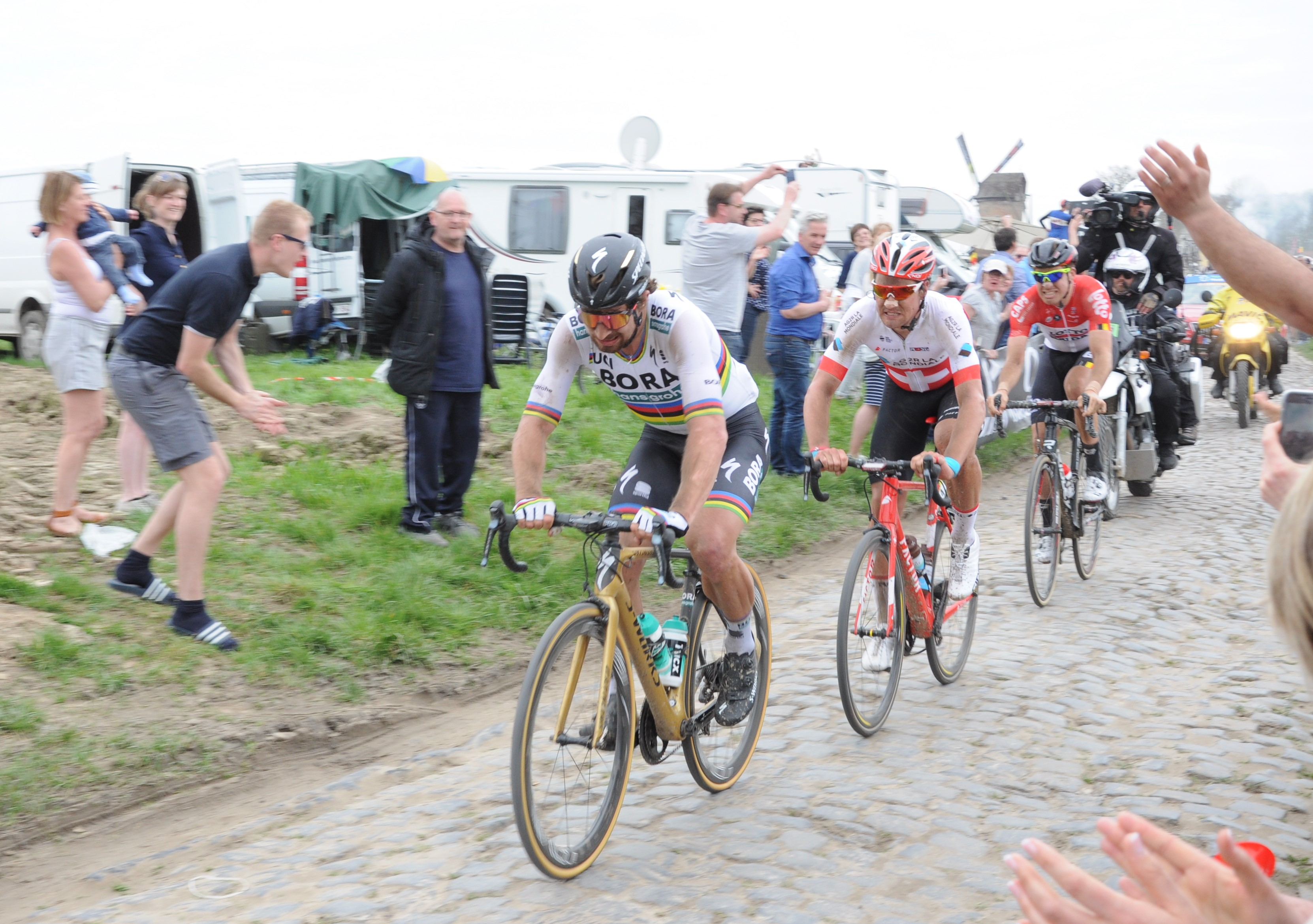
Silvan Dillier suivant Peter Sagan durant le Paris-Roubaix 2018.

En 2018, après s'être fracturé un doigt aux Strade Bianche, il remporte fin mars la Route Adélie au terme d'un sprint en petit comité. Sur Paris-Roubaix, il réalise un des exploits de sa carrière en terminant deuxième de l'épreuve derrière Peter Sagan. Dernier rescapé de l'échappée matinale, il s'incline au sprint après avoir passé 210 km en tête de la course. Après une deuxième place au championnat de Suisse du contre-la-montre, il est aligné en juillet pour la première fois de sa carrière sur le Tour de France, avec un rôle d'équipier. En fin de saison, il se classe notamment sixième du Tour du Doubs et termine meilleur grimpeur du Tour du Guangxi.
Lors de la campagne des classiques 2019, il est moins en réussite, son meilleur classement est une quatorzième place sur les Strade Bianche. Fin mai, il se fracture la clavicule gauche lors d'un stage en Sierra Nevada, alors qu'il préparait le Tour de France. Fin juillet, il est sélectionné pour représenter son pays aux championnats d'Europe de cyclisme sur route. Il s'adjuge à cette occasion la vingt-deuxième place de la course en ligne.
La saison 2020 est perturbée par la pandémie de Covid-19. Dillier est censé reprendre la compétition le 1er août lors des Strade Bianche. Il doit cependant y renoncer, étant testé positif au coronavirus à la veille de la course. Fin aout, il se classe dixième du Tour Poitou-Charentes en Nouvelle-Aquitaine remporté par le champion Français Arnaud Démare. Dillier termine sa saison avec une fracture de la clavicule gauche survenue après une chute lors des Trois Jours de Bruges-La Panne.

### Depuis 2021: Alpecin-Fenix
Le 19 novembre 2020, il s'engage auprès de l'équipe Alpecin-Fenix, celle du jeune prodige néerlandais Mathieu van der Poel.
Il subit une fracture de la clavicule droite à la suite d'une chute lors de Kuurne-Bruxelles-Kuurne.

## Style
Silvan Dillier est un coureur puissant, à l'instar de son compatriote Fabian Cancellara. Il est adepte des classiques flandriennes et du contre-la-montre, exercice dans lequel il a été sacré champion de Suisse et plusieurs fois champion du monde par équipes avec la BMC.
Il possède aussi une belle pointe de vitesse qui lui permet de régler au sprint des petits groupes. Il passe également bien les bosses.

## Palmarès sur route et classements mondiaux

### Palmarès amateur
- 2006
  -  Champion de Suisse sur route débutants
- 2007
  - 4e étape de la Course de la Paix juniors
  - 1re (contre-la-montre par équipes) et 3ea étapes du Tour du Pays de Vaud
  - 3e étape du Tour d'Istrie
  - 2e du Tour du Pays de Vaud
  - 2e du championnat de Suisse du contre-la-montre juniors
- 2008
  -  Champion de Suisse du contre-la-montre juniors
- 2009
  -  Champion de Suisse sur route espoirs
  - 2e du Prix des Vins Henri Valloton amateurs
- 2010
  -  Champion de Suisse du contre-la-montre espoirs
  - 3e du Prix de Saint-Amour
- 2011
  -  Champion de Suisse du contre-la-montre espoirs
- 2012
  -  Champion de Suisse du contre-la-montre espoirs
  - Tour de Bühler
  - Grand Prix des Carreleurs
  - Tour de Berne
  - 1re étape du Tour de l'Avenir
  - 2e du Prix du Saugeais
  - 2e du championnat de Suisse sur route espoirs
- 2013
  - Classement général du Tour de Normandie
  - 3e étape du Triptyque ardennais
  - Grand Prix Cham-Hagendorn
  - Flèche ardennaise
  - 2e du Grand Prix des Marbriers

### Palmarès professionnel
- 2013
  - 2e étape du Tour d'Alberta
- 2014
  -  Champion du monde du contre-la-montre par équipes
  - 2e du Grand Prix du canton d'Argovie
  - 2e du Tour de Wallonie
  - 3e du championnat de Suisse du contre-la-montre
  - 9e de la Vattenfall Cyclassics
- 2015
  -  Champion du monde du contre-la-montre par équipes
  -  Champion de Suisse du contre-la-montre
  - 4e étape de l'Arctic Race of Norway
  - 2e de l'Arctic Race of Norway
- 2017
  -  Champion de Suisse sur route
  - 6e étape du Tour d'Italie
  - Classement général de la Route du Sud
  -  Médaillé d'argent au championnat du monde du contre-la-montre par équipes
  - 2e d'À travers la Flandre-Occidentale-Johan Museeuw Classique
  - 2e du championnat de Suisse du contre-la-montre
  - 8e du Tour du Guangxi
- 2018
  - Route Adélie de Vitré
  - 2e de Paris Roubaix
  - 2e du championnat de Suisse du contre-la-montre
- 2020
  - 2e du championnat de Suisse du contre-la-montre
- 2021
  -  Champion de Suisse sur route

### Résultats sur les grands tours

#### Tour de France
6 participations
- 2018 : 83e
- 2021 : 59e
- 2022 : 60e
- 2023 : 129e
- 2024 : 126e
- 2025 : 131e

#### Tour d'Italie
3 participations
- 2015 : 52e
- 2016 : abandon (3e étape)
- 2017 : 67e, vainqueur de la 6e étape

#### Tour d'Espagne
2 participations
- 2016 : 79e
- 2019 : 72e

### Classements mondiaux
| Année                                 | 2010  | 2011  | 2012 | 2013 | 2014 | 2015 | 2016 | 2017 | 2018 | 2019 | 2020 | 2021 | 2022  | 2023 | 2024  |
| ------------------------------------- | ----- | ----- | ---- | ---- | ---- | ---- | ---- | ---- | ---- | ---- | ---- | ---- | ----- | ---- | ----- |
| UCI World Tour                        |       |       |      |      | 154e | nc   | 216e | 127e | 81e  |      |      |      |       |      |       |
| Classement mondial                    |       |       |      |      |      |      | 425e | 100e | 89e  | 956e | 309e | 335e | 1028e | 986e | 1820e |
| UCI Europe Tour                       | 1162e | 1081e | 488e | 81e  |      |      | 666e | 57e  | 130e | 690e | 255e | 283e | 738e  | nc   | nc    |
| UCI Asia Tour                         | nc    | nc    | nc   | nc   |      |      | 75e  | 430e | nc   |      |      |      |       |      |       |
| UCI America Tour                      | nc    | nc    | nc   | 147e |      |      | nc   | 348e | nc   |      |      |      |       |      |       |
|                                       |       |       |      |      |      |      |      |      |      |      |      |      |       |      |       |
| Légende : nc = non classéSource : UCI |       |       |      |      |      |      |      |      |      |      |      |      |       |      |       |

## Palmarès sur piste

### Jeux olympiques
- Rio 2016
  - 7e de la poursuite par équipes

### Championnats du monde
- Apeldoorn 2011
  - 8e de la course aux points
  - 13e de la poursuite par équipes
- Melbourne 2012
  - 9e de la course aux points
  - 11e de la poursuite par équipes
- Minsk 2013
  - 7e de l'américaine
  - 8e de la poursuite par équipes
- Londres 2016
  - 9e de la poursuite par équipes
  - 12e de la poursuite individuelle

### Championnats du monde juniors
- Le Cap 2008
  -  Médaillé de bronze de l'américaine juniors

### Coupe du monde
- 2011-2012
  - 2e de l'américaine à Astana
- 2012-2013
  - 2e de la poursuite par équipes à Aguascalientes
  - 3e de l'américaine à Aguascalientes

### Championnats d'Europe

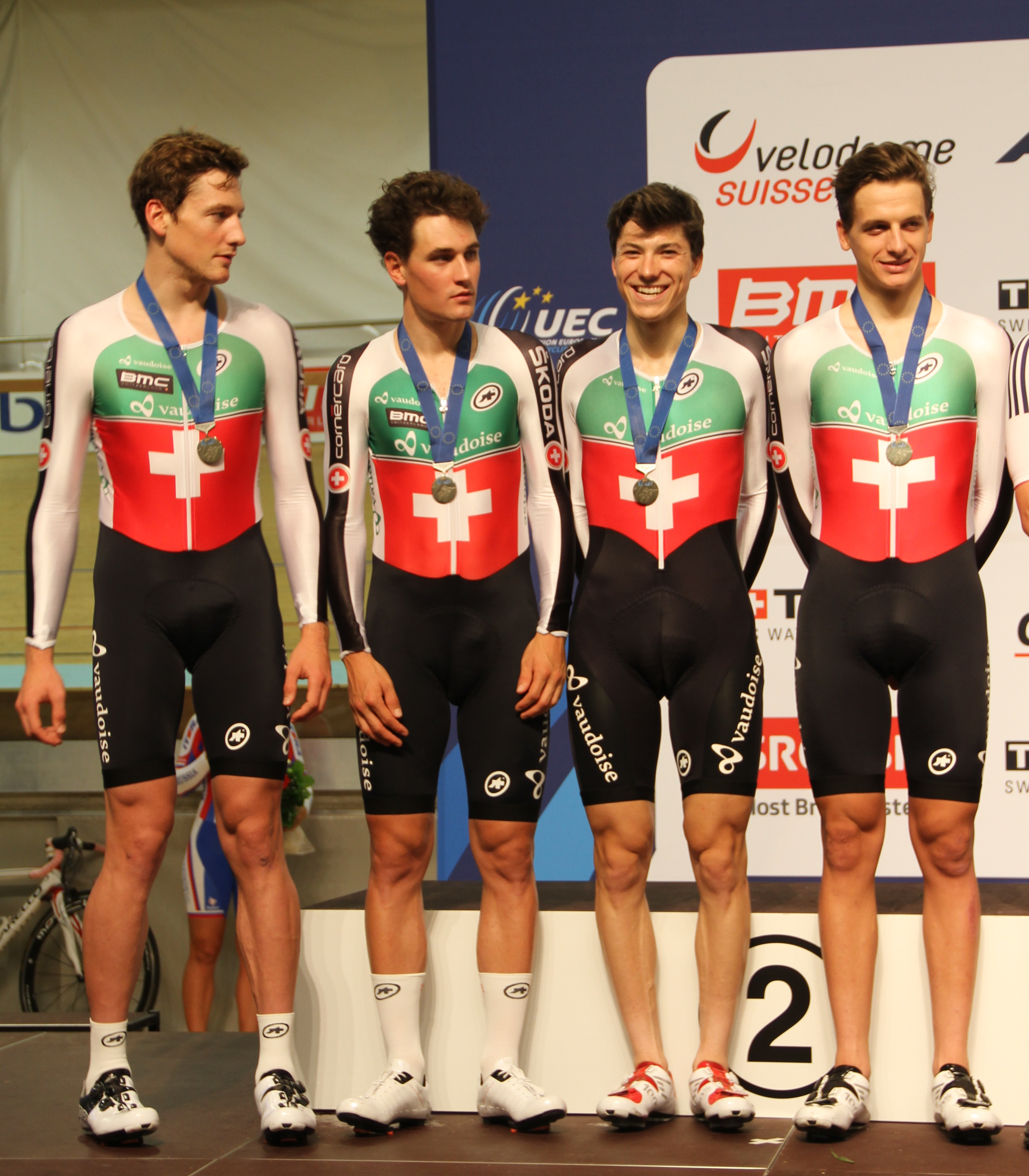
Stefan Küng, Silvan Dillier, Frank Pasche et Théry Schir à la remise des médailles des championnats d'Europe 2015.

| Édition / Épreuve     | Poursuite individuelle | Poursuite par équipes | Américaine           | Course aux points        |
| Anadia 2011 (espoirs) |                        | Bronze                |                      | Or (avec Cyrille Thièry) |
| Apeldoorn 2011        |                        |                       |                      | Argent                   |
| Anadia 2012 (espoirs) | Or                     | Argent                | Or (avec Jan Keller) |                          |
| Granges 2015          |                        | Argent                |                      |                          |

### Championnats de Suisse
- 2007
  -  Champion de Suisse de l'omnium juniors
- 2008
  -  Champion de Suisse de l'omnium juniors
  - 3e de l'américaine
- 2009
  - 2e du kilomètre
  - 3e de l'américaine
- 2010
  - 2e de la course aux points
- 2011
  -  Champion de Suisse de l'américaine (avec Claudio Imhof)
  -  Champion de Suisse de l'omnium
- 2012
  - 3e de l'américaine
- 2015
  - 2e de l'américaine

### Autres compétitions
- UIV Cup à Zurich : 2008 (avec Claudio Imhof)
- UIV Cup à Amsterdam : 2009 (avec Tristan Marguet)
- Quatre jours de Nouméa : 2009 (avec Claudio Imhof)
- Six jours de Zurich : 2013 (avec Iljo Keisse)